# Fittstim (bok)
Fittstim är en svensk antologi med feministiska texter som utkom år 1999. Redaktörer var Belinda Olsson och Linda Skugge. Bokens medverkande författare tar upp ämnen som sexualundervisning i skolan, anorexi, ensamstående mödrar, kvinnliga förebilder, humor, våldtäkt, tjejfotboll, invandrarföräldrar med mera.

## Projekt
Enligt Olssons och Skugges förord skrevs boken "För att vi vill visa att det finns tjejer som har högre mål än att bli framröstade till Fröken Sverige". Vi vill visa att vi finns och att vi bryr oss. Vi är coola, snygga, tuffa, smarta, roliga och framför allt så är vi feminister." I boken får varje författare definiera vad feminism betyder för dem och i förordet sägs att "Det enda gemensamma för alla feminister är att de vill att killar och tjejer ska behandlas lika och ha samma rättigheter." De tar också avstånd från att de skulle skriva en "hata killar-bok" utan säger att de tror att "tonårskillar är i lika stort behov av förebilder och hjältar som tjejer."
Bokens titel refererar till epitetet fittstim. I förordet förklarar Olsson och Skugge att de anser att ordet framförallt myntades av LO-ordföranden Stig Malm som sägs ha använt det för att beskriva det socialdemokratiska kvinnoförbundet, även om han själv har förnekat detta. Om valet att använda ordet skriver de: "Kanske kallade han kvinnorna för ett fittstim för att de var obekväma, jobbiga, provocerande och vägrade spela efter gubbarnas regler. Vi vill bara säga: Tack Stickan för detta ord, dels för att vi inte tänker spela efter gubbarnas regler, dels för att ordet utstrålar vilja, makt och styrka."

## Mottagande
Boken uppmärksammades vid utgivningen bland annat med anledning av Karolina Ramqvists bidrag, där hon publicerade ett privat brev hon fått av Ulf Lundell. Brevet innehöll meningar som "Lilla gumman? Hur är det fatt? Har du alldeles kissat på dig den här gången?" och "Saknas pojkvän?". Det skrevs efter att Ramqvist i en recension i Dagens Nyheter skrivit att Lundells notbok "Best of" var en "coffee-table mässig livsstilskatalog att masturbera över". Lundell stämde Bonnier, som givit ut boken, för att ha publicerat brevet i sin helhet. Lundell hade inte blivit tillfrågad om publiceringen och ansåg att det kränkte hans upphovsrätt. Bonnier utelämnade brevet från andra upplagan år 2000 och dömdes senare samma år till 1000 kronor i skadestånd av Stockholms tingsrätt.
Linda Skugge skrev senare att boken var "det absolut sämsta" hon hade gjort karriärsmässigt, eftersom hon upplevde att hon fastnade i ett fack som journalist där allt hon skrev uppfattades som feministiskt: "Jag kan skriva att jag hatar choklad och jag får kommentarer av typen: "lilla Linda, bara för att ni feminister hatar choklad så gör inte alla det." Samtidigt såg hon jobb gå förlorade på grund av hennes förmodade fack, och hon antogs ställa upp gratis på saker eftersom hon var "engagerad".

## Medverkande i antologin
- Linda Skugge (även redaktör) – "Mina så kallade vänner – om tjejkompisar"
- Belinda Olsson (även redaktör) – "Askungen suger – om Bra istället för Söt"
- Linna Johansson – "Vi fick veta saker om sex – om sexualitet"
- Karin Ekman – "Min ständiga följeslagare – om ätstörningar"
- Karolina Ramqvist – "Inte riktigt som andra mammor – om en feministisk mamma"
- Jonna Bergh – "I min övärld av coola brudar – om förebilder"
- Paula McManus – "Kan man vara tjej om man är rolig? – om humor"
- Rebecca Facey – "Det ingen vågar tala om – om våld mot kvinnor och barn"
- Sisela Lindblom – "Låt mig bara vara jag – om en människa"
- Aysegül S Sungur – "Den turkiska flickan – om att placeras i fack"
- Anja Gatu – "Flickor blir inte fotbollsproffs i Italien – om sport"
- Ann-Linn Guillou – "Det finns inga slampor – om att få en stämpel"
- Jenny Svenberg – "Tack Gud att jag är lesbisk – om homosexualitet"
- Sandra von Plato – "De kallar oss horor – om en fysiklektion 1997"
- Senem Yazan – "Hur det känns att inte passa in – om kamp"
- Liv-Marit Bergman – "Hellre punkbrud än isprinsessa – om musik"
- Marimba Roney – "Tipsextra - bal på slottet 5-0 – om självständighet"
- Pernilla Glaser – "Med kondomer och körsbärstobak mot Köpenhamn – om längtan"